# Maria Anna de Austria (1882–1940)
Arhiducesa Maria Anna Isabelle Epiphanie Eugenie Gabriele de Austria, (Maria Anna Isabelle Epiphanie Eugenie Gabriele, Erzherzogin von Österreich; 6 ianuarie 1882 – 25 februarie 1940) a fost membră a ramurei Teschen a Casei de Habsburg-Lorena, Arhiducesă de Austria și Prințesă a Boemiei, Ungariei și Toscanei prin naștere. Prin căsătoria cu Prințul Elias de Bourbon-Parma (mai târziu Duce de Parma), Maria Anna a devenit membră a Casei de Bourbon-Parma și Prințesă de Bourbon-Parma.

## Căsătorie și familie
La 25 mai 1903 la Viena, Maria Anna s-a căsătorit cu Elias de Bourbon-Parma, fiul cel mic al Ducelui Robert I de Parma și a primei soții, Prințesa Maria Pia de Bourbon-Două Sicilii. Maria Anna și Elias au avut opt copii:
- Prințesa Elisabetta (17 martie 1904 – 13 iunie 1983); necăsătorită.
- Prințul Carlo Luigi (22 septembrie 1905 – 26 septembrie 1912); a murit de poliomielită.
- Prințesa Maria Francesca (5 septembrie 1906 – 20 februarie 1994); necăsătorită.
- Robert Hugo de Bourbon-Parma (7 august 1909 – 25 noiembrie 1974); necăsătorit.
- Prince Francesco Alfonso (14 iunie 1913 – 29 mai 1959); necăsătorit.
- Prințesa Giovanna Isabella (8 iulie 1916 – 1 noiembrie 1949); necăsătorită; a fost ucisă dintr-un accident prin împușcare în La Toledana, Spania.
- Prințesa Alicia (n. 13 noiembrie 1917); s-a căsătorit cu Infantele Alfonso, Duce de Calabria. Au copii
- Prințesa Maria Cristina (7 iunie 1925 – 1 septembrie 2009); necăsătorită.